# Umowa Stany Zjednoczone-Meksyk-Kanada

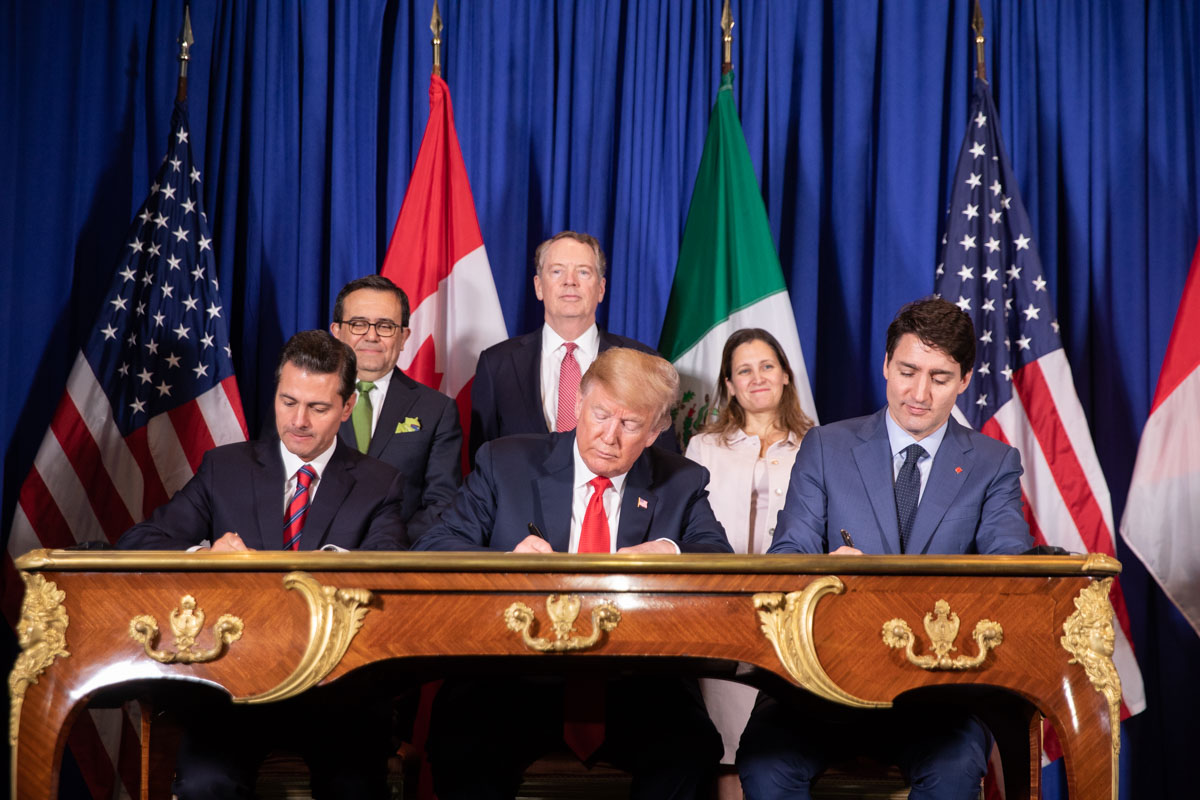
Enrique Peña Nieto, Donald Trump i Justin Trudeau podczas ceremonii podpisania umowy 30 listopada 2018 roku w Buenos Aires

Umowa pomiędzy Stanami Zjednoczonymi Ameryki, Meksykańskimi Stanami Zjednoczonymi i Kanadą (ang. Agreement between the United States of America, the United Mexican States, and Canada), zwana także  Umową Stany Zjednoczone-Meksyk-Kanada (ang. United States-Mexico-Canada Agreement, USMCA) - umowa dotycząca wolnego handlu pomiędzy Stanami Zjednoczonymi, Meksykiem i Kanadą, podpisana 30 listopada 2018 roku przez prezydenta Stanów Zjednoczonych, Donalda Trumpa; prezydenta Meksyku, Enrique Peñę Nieto i premiera Kanady, Justina Trudeau podczas szczytu grupy G20 w Buenos Aires. Została wynegocjowana w latach 2017-2018 w celu zastąpienia Północnoamerykańskiego Układu Wolnego Handlu (NAFTA), po wielokrotnie powtarzanych przez Donalda Trumpa groźbach wycofania się z NAFTA w przypadku braku uzyskania lepszej umowy handlowej dla Stanów Zjednoczonych. Oficjalnie weszła w życie 1 lipca 2020 roku. Jest określana jako „NAFTA 2.0” lub „Nowa NAFTA”.